# Frère et Sœur (téléfilm)
Pour les articles homonymes, voir Frère et sœur (homonymie).
Pour plus de détails, voir Fiche technique et Distribution.
Frère & Sœur est un téléfilm français réalisé par Denis Malleval, diffusé pour la première fois le 26 août 2012 sur La Une (RTBF), et le 3 novembre 2012 sur France 3.

## Synopsis
Bruno Cellini, un sexagénaire, avocat réputé, est un homme maniaque et ennuyeux, qui vit seul depuis qu'il a demandé à sa compagne et collègue de quitter la grande maison qu'il occupe. À sa grande surprise, il voit revenir son père, Félix, après cinquante ans d'absence, et qui revient tout droit de Polynésie avec sa fille de 15 ans, Tarita, qui est donc la demi-sœur de Bruno. La cohabitation se passe plutôt mal, mais lorsque Félix meurt, Bruno est bien obligé d'accueillir Tarita.

## Fiche technique
- Une production de : Joël Santoni
- Réalisation : Denis Malleval
- Scénario, dialogues : Jean-Carol Larrivé et Jacqueline Cauet
- Adaptation : Christian Rauth
- Musique originale : Jean Musy
Éditions musicales Amplitude
- Production exécutive : Muriel Saleza
- Production : Panama Productions
En co-production avec AT-Production / R.T.B.F. (Télévision belge)
Avec la participation de France Télévisions et TV5Monde
- Pays :  France
- Durée : 1h32 minutes
- Date de diffusion : 3 novembre 2012 sur France 3

## Distribution
Sauf indication contraire, les informations mentionnées dans cette section peuvent être confirmées par la base de données cinématographiques IMDb,  présente dans la section « Liens externes ».
- Bernard Le Coq : Bruno Cellini
- Sophie Mounicot : Valérie Loisel
- Christiane Millet : Irène Courage
- Roxane Potereau : Tarita Cellini
- Jacques Sereys : Félix Cellini
- Jean-Claude Dauphin : George Armant
- Bertille Chabert : Noémie Armant
- Franck Adrien : Maître nageur
- Caroline Michel : Maryse
- Dany Benedito : Brigadière
- Maud Rudigoz : Avocate Valérie
- Éric Soubelet : Médecin
- Martine Gautier : Juge
- Nicole Mouton : Mme Lefebvre
- Bernard Villanueva : M. Lefebvre
- Vanessa Desmaret : Proviseur Linne
- Claude Koener : Maître Sechet
- Francine Lorin-Blazquez : Madame Blaignac
- Stéphane Raveyre : Le vendeur
- Christophe Véricel : Le type paumé du cimetiére
- Catherine Rapini : La femme de ménage
- Benoît Bellal : Sécurity Home